# Ebrahimabad-e Hadżi
Ebrahimabad-e Hadżi (pers. ابراهيم ابادحاجي) – wieś w środkowym Iranie, w ostanie Kerman. W 2006 roku miejscowość liczyła 359 osób w 90 rodzinach.